# Вотерлу (Калифорнија)
Вотерлу (енгл. Waterloo) насељено је место без административног статуса у америчкој савезној држави Калифорнија.

## Демографија
По попису из 2010. године број становника је 572.
| Група             | 2000.    | 2010.       |
| Белци             | 0 (0,0%) | 384 (67,1%) |
| Афроамериканци    | 0 (0,0%) | 0 (0,0%)    |
| Азијати           | 0 (0,0%) | 21 (3,7%)   |
| Хиспаноамериканци | 0 (0,0%) | 152 (26,6%) |
| Укупно            | 0        | 572         |